# Cymatosyrinx arenensis
Cymatosyrinx arenensis är en snäckart som beskrevs av Leo George Hertlein och Strong 1951. Cymatosyrinx arenensis ingår i släktet Cymatosyrinx och familjen Drilliidae. Inga underarter finns listade i Catalogue of Life.